# Christophe Pélissier
Christophe Pélissier (nacido el 5 de octubre de 1965 en Revel, Francia) es un exfutbolista y entrenador francés. Actualmente, dirige al AJ Auxerre de la Ligue 1.

## Trayectoria como jugador
En su etapa como futbolista, Pélissier era centrocampista. Debutó como profesional en el equipo de su ciudad, el US Revel, en 1983. En 1990, se fue al AS Muret, donde jugó durante cinco temporadas. Tras un año en las filas del FA Carcassone, regresó al US Revel en 1996, donde se retiró.

## Trayectoria como entrenador
Tras retirarse como futbolista, comenzó su carrera como entrenador, también en el US Revel. Tras 6 temporadas en el club, se incorporó al AS Muret. Al año siguiente, firmó por el Luzenac AP, al que ascendió al Championnat National en 2009 y a la Ligue 2 en 2014. Sin embargo, se desvinculó de la entidad por problemas extradeportivos que le hicieron descender de categoría.
Su siguiente destino fue el Amiens SC, al que también ascendió a la Ligue 2 en 2016, y al año siguiente, logró un hecho inédito en la historia de la entidad: obtener el subcampeonato de la categoría de plata, y en consecuencia, ascender a la Ligue 1.
En 2019, tras lograr la permanencia del Amiens en la élite por segundo año consecutivo, no renovó su contrato con el club y decidió fichar por el FC Lorient, con el que ascendió a la Ligue 1 en 2020. Dos años después, y a pesar de haber obtenido la permanencia en la élite las 2 últimas temporadas, el club anunció la rescisión de su contrato.
El 26 de octubre de 2022, se incorporó al AJ Auxerre. A pesar de que el equipo francés logró llegar a la última jornada de la Ligue 1 fuera de las posiciones de descenso, una derrota en el último partido le condenó a regresar a la Ligue 2. A pesar del revés, llegó a un acuerdo con el club para renovar su contrato hasta 2025.En mayo de 2024, obtuvo el ascenso a la máxima categoría con una jornada de anticipación luego de empatar sin goles ante el Amiens.

## Clubes y estadísticas

### Como jugador
| Club          | País    | Año       |
| ------------- | ------- | --------- |
| US Revel      | Francia | 1983-1990 |
| AS Muret      | Francia | 1990-1995 |
| FA Carcassone | Francia | 1995-1996 |
| US Revel      | Francia | 1996-2000 |

### Como entrenador
| Club       | País    | Año       | PJ  | PG  | PE  | PP  | % ptos. |
| ---------- | ------- | --------- | --- | --- | --- | --- | ------- |
| US Revel   | Francia | 2000-2006 | 170 | 64  | 52  | 54  | 47.85   |
| AS Muret   | Francia | 2006-2007 | 26  | 12  | 7   | 7   | 55.12   |
| Luzenac AP | Francia | 2007-2014 | 166 | 56  | 54  | 56  | 44.57   |
| Amiens SC  | Francia | 2015-2019 | 176 | 62  | 48  | 66  | 44.32   |
| FC Lorient | Francia | 2019-2022 | 101 | 38  | 20  | 43  | 44.22   |
| AJ Auxerre | Francia | 2022-act. | 106 | 43  | 28  | 35  | 49.38   |
| Total      | Total   | Total     | 832 | 311 | 233 | 288 | 46.71   |

## Palmarés

### Como entrenador

#### Campeonatos nacionales
| Título  | Club       | País    | Año     |
| ------- | ---------- | ------- | ------- |
| Ligue 2 | FC Lorient | Francia | 2019-20 |
| Ligue 2 | AJ Auxerre | Francia | 2023-24 |